# Trastorno del sueño

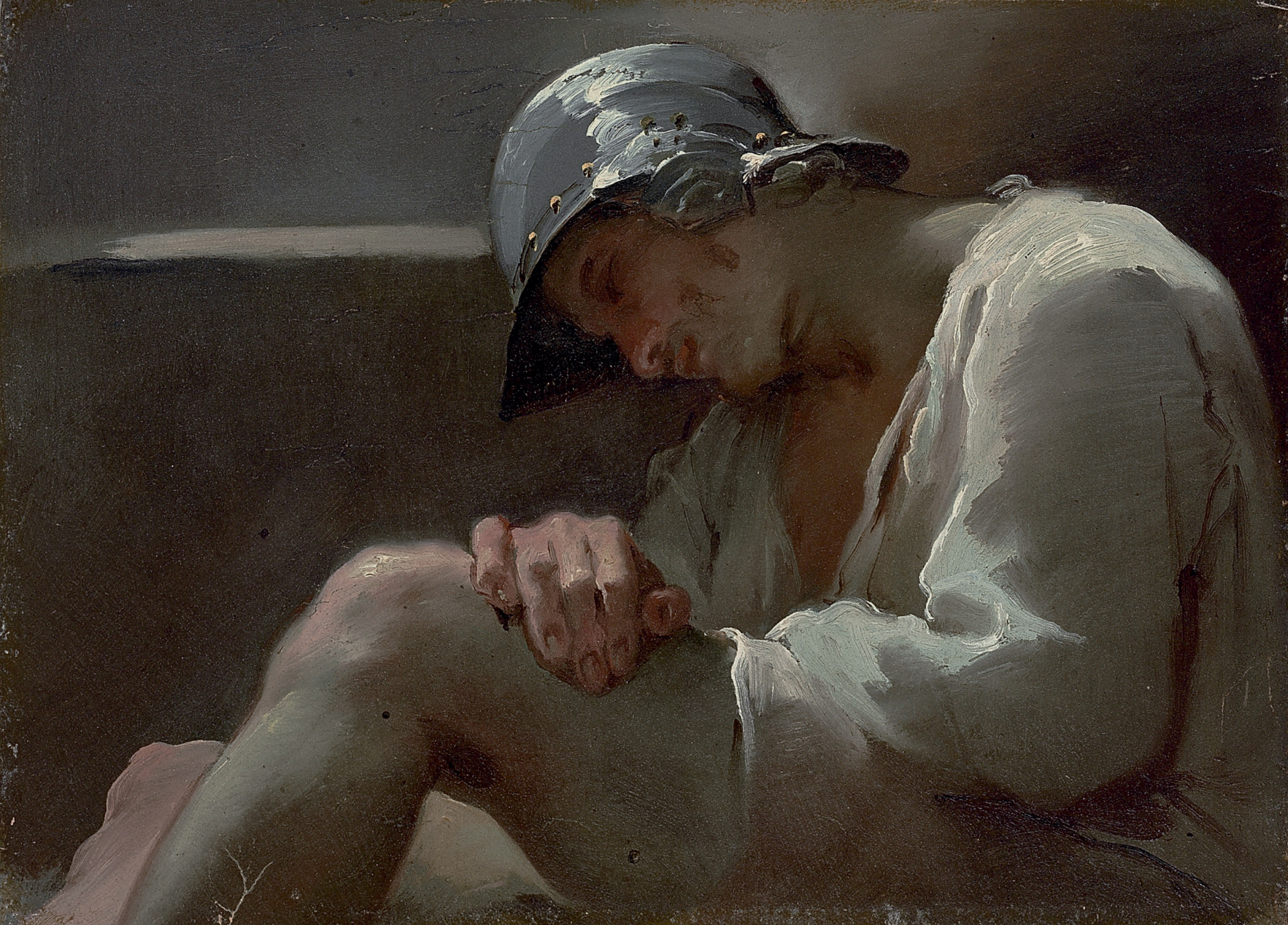
Antes los soldados tenían otro tipo de sueño

## Desarrollo de los trastornos de sueño
Existen más de treinta tipos de disomnia, aunque los más frecuentes son seis. Pueden afectar el curso del sueño directamente, o hacerlo de manera secundaria.
Los trastornos más frecuentes son:
- Apnea del sueño: Donde la persona hace una o más pausas en la respiración o tiene respiraciones superficiales durante el sueño.
- Bruxismo: hábito involuntario de apretar o rechinar las estructuras dentales sin propósitos funcionales.
- Enuresis: Es cuando la persona se orina en la cama durante el sueño; generalmente le pasa a los niños. Con frecuencia es hereditaria.
- Insomnio: Es un sueño insuficiente, intranquilo, de mala calidad, o no restaurador.
- Parálisis del sueño: Este es un trastorno en el cual se despierta en medio de la fase REM, cuando el cerebro está activo, pero el cuerpo no, este trastorno impide a la persona mover todo el cuerpo a excepción de los ojos, en este se pueden presentar alucinaciones causadas por el miedo.
- Síndrome de piernas inquietas: Este es un trastorno en el cual se desea o necesita mover las piernas para interrumpir sensaciones molestas.
- Sonambulismo: Las personas caminan o realizan otra actividad estando aún dormidas.
- Terrores nocturnos: Este trastorno se caracteriza por el despertar abrupto y aterrorizado de la persona.
- Trastorno de sueño por turno de trabajo: Un trastorno de sueño del ritmo circadiano que afecta a las personas que cambian de trabajo o de horarios de sueño con frecuencia

- Narcolepsia: Es cuando la persona sufre un gran sueño durante todo el día aunque haya dormido sus horas completas la noche anterior. De repente, uno se duerme sin querer a cualquier hora del día.[1]
- Otras diversas parasomnias

### Somnolencia durante el día.
Es la forma más habitual de hipersomnia. Este trastorno se caracteriza por un estado de duermevela, somnolencia, trasueño o soñarrera más o menos permanente, en el cual, el paciente se queja de no estar nunca verdaderamente despierto o de estarlo en muy pocas ocasiones. Duerme largos períodos durante el día, y, cuando se despierta, se encuentra en un estado de somnolencia aún más evidente, en algunos casos, que antes de dormirse; experimenta este sueño como no reparador. Por la noche, duerme largo tiempo y se despierta tarde y con dificultad. El paciente tiene la impresión de funcionar «con radar»; piensa y habla lentamente. A veces, su conducta resulta inadecuada. También puede sufrir dolor de cabeza o accesos de calor.
Desafortunadamente, es una enfermedad que si no es detectada a tiempo puede causar un grave daño en su aspecto social y familiar, ya que su convivencia disminuye, así como su desarrollo escolar y laboral, pues no capta de la misma manera la información.

### Otros trastornos del sueño
- Hipersomnia idiopática: Se trata de una alteración en el curso de la cual el paciente, además de dormir durante la noche, duerme de 1 a 4 horas durante el día.
- Hipersomnia recurrente: Es un trastorno menos frecuente que el anterior. Se caracteriza por episodios de sueño de 18 a 20 horas durante 3 a 10 días, en los cuales el paciente no se levanta ni para comer.
- Insomnio idiopático: Esta forma de insomnio es bastante infrecuente; puede manifestarse desde el nacimiento. Se debe a un trastorno neurológico del sistema de control vigilia/sueño (hiperactividad del sistema de despertar, hipoactividad del sistema de regulación del sueño).[2]
- Jet lag: Trastorno adaptativo del sueño producido por viajes largos en husos horarios muy distintos de la ubicación original.
- Bruxismo del sueño: apretar los dientes al dormir como consecuencia del estrés, lo que deteriora sensiblemente la dentadura.
- Somniloquía: hablar durmiendo en sueños.
- Roncopatía: hacer ruido roncando.
- Insomnio familiar fatal. Enfermedad neurodegenerativa hereditaria grave.
- Síndrome de la cabeza explosiva: escuchar un ruido enorme al conciliar el sueño.

Generalmente los pacientes acuden al médico por tres razones principales:
- Incapacidad crónica para dormir adecuadamente durante la noche.
- Fatiga crónica.
- Una manifestación conductual anormal en el sueño mismo.

En la evaluación y posterior diagnóstico es importante seguir un registro cuidadoso de la historia del paciente, donde la estimación del paciente, y la de los compañeros de cuarto es esencial para el diagnóstico.

## Privación del sueño
Solo se conocen tres casos de personas que hayan podido prescindir completamente del sueño durante décadas (el vietnamita Thái Ngọc, por ejemplo), pero son dudosos. Las personas normales, privadas del sueño, se vuelven al poco tiempo irritables y sufren falta de concentración y episodios alucinatorios leves y olvidos; más tiempo sin sueño altera aún más el procesamiento cognitivo provocando distorsiones sensoriales, pensamiento poco ágil, torpeza psicomotriz (falta de reflejos), una irritación mayor y sequedad ocular; trastorna los ritmos circadianos y otros biorritmos. A las setenta y dos horas se producen ya alteraciones metabólicas importantes: aumenta la secreción de catecolaminas (adrenalina, dopamina, noradrenalina), cortisol e insulinas, para responder al estrés; más allá de las 72 horas se producen alteraciones graves e irreversibles, alucinaciones cognitivas severas, delirios importantes, un cuadro psicótico, el colapso y la muerte.
La privación de sueño se encuentra entre los tipos más universales y utilizados de tortura psicológica. Aunque la tolerancia a la falta de sueño es distinta según las personas (hay personas que necesitan solo tres horas, pero la gran mayoría necesita al menos ocho, y la edad va rebajando la necesidad de sueño), nadie ha pasado de 264 horas y 12 minutos sin morir; además, el sueño perdido no se recupera y deteriora irreparablemente el tejido nervioso.